# 傑佛遜 (印第安納州)
傑佛遜（英語：Jefferson）是位於美國印地安納州克林頓縣的一個非建制地區。該地的面積和人口皆未知。

## 地理
傑佛遜的座標為40°16′46″N 86°35′24″W / 40.27944°N 86.59000°W，而該地的平均海拔高度為262米（即860英尺）。